# Gobierno Regional de Lambayeque
El Gobierno Regional de Lambayeque es el órgano con personalidad jurídica de derecho público y patrimonio propio, que tiene a su cargo la administración superior del departamento de Lambayeque, Perú, y cuya finalidad es el desarrollo social, cultural y económico. Tiene su sede en la capital regional, la ciudad de Chiclayo.
Está constituido por el Gobernador Regional y el Consejo regional.

## Gobernador regional
Desde el 1 de enero de 2023 el órgano ejecutivo está conformado por:
- Gobernador Regional: Jorge Pérez Flores
- Vicegobernador Regional: Flor Saavedra López

## Consejo regional
El consejo regional es un órgano de carácter normativo, resolutivo y fiscalizador, dentro del ámbito propio de competencia del Gobierno Regional, encargado de hacer efectiva la participación de la ciudadanía regional y ejercer las atribuciones que la Ley Orgánica de Gobiernos Regionales del Perú respectiva le encomienda.
Está integrado por 9 consejeros elegidos por sufragio universal en votación directa, de cada una de las 11 provincias del departamento. Su periodo es de 4 años en sus cargos. 

### Listado de consejeros regionales[1][2]
| # | Provincia                        | Provincia  | Partido                             | Consejero                            |
| - | -------------------------------- | ---------- | ----------------------------------- | ------------------------------------ |
| 1 |                                  | Chiclayo   | Podemos por el Progreso del Perú    | Manuel Ceferino Huacchillo Gonzales  |
| 1 | Esar Aguilar Valdera             | Chiclayo   | Podemos por el Progreso del Perú    |                                      |
| 1 | Nicolás Enrique Vallejos Celis   | Chiclayo   | Podemos por el Progreso del Perú    |                                      |
| 1 | Alianza para el Progreso         | Chiclayo   | Antonio Gregory Sánchez Chacón      |                                      |
| 2 |                                  | Ferreñafe  | Alianza para el Progreso            | Glender Núñez García                 |
| 2 | Podemos por el Progreso del Perú | Ferreñafe  | Williams Juniors Velásquez Bardales |                                      |
| 2 | Partido Democrático Somos Perú   | Ferreñafe  | José Nicanor Martín Carmona Salazar |                                      |
| 3 |                                  | Lambayeque | Alianza para el Progreso            | Mónica Giuliana Toscanelli Rodríguez |
| 3 | Óscar Luis Carpena Recoba        | Lambayeque | Alianza para el Progreso            |                                      |
| 3 | Podemos por el Progreso del Perú | Lambayeque | Gisella Elizabeth Fernández Muro    |                                      |